# Carnet Joven

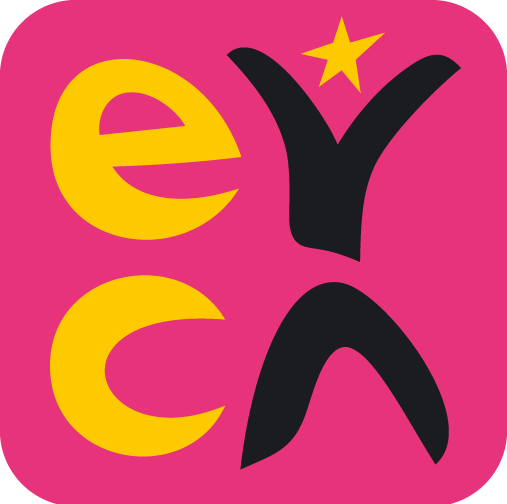
Logo Official de la European Youth Card Association (EYCA) - asociación de carné joven europeo.

El Carné Joven Europeo (también conocido como EURO <26) es una tarjeta de beneficios para habitantes jóvenes en Europa. La tarjeta es un proyecto realizado por la European Youth Card Association y su objetivo principal es fomentar la movilidad, así como el desarrollo personal y cultural de los jóvenes.

## Características
La tarjeta permite a su dueño gozar de tarifas rebajadas en actividades culturales, tiendas, transporte, restaurantes y alojamiento, y se puede utilizar en 38 países europeos.  La mayoría de los países permiten comprar y usar el Carné hasta la edad de 30 años. La tarjeta generalmente es válida durante un año desde su emisión.
En muchos países europeos, el Carné todavía se conoce como EURO <26, pero con el cambio del límite de edad (de 26 a 30), cada vez más se llama Carné Joven Europeo (en español o en el idioma local - Europäische Jugendkarte, Carte Jeunes Européenne, Carta Giovani Europea, Youth Card).
El Carné Joven se emite en tres versiones: un Carné clásico, un Carné de estudiante o un Carné en colaboración con una entidad, que se puede emitir a través de varios socios: un Entidad financiera, una compañía ferroviaria, un municipio o un gobierno local, una institución cultural u otra. El diseño de la tarjeta que resulta de una colaboración puede ser muy diferente del Carné clásico, sin embargo, siempre lleva el logotipo de EYCA y ofrece los mismos beneficios que el Carné clásico.
La European Youth Card es administrado por la European Youth Card Association (EYCA, Asociación del Carné Joven Europeo en español), una organización sin fines de lucro que representa a 40 organizaciones de Carnets Jóvenes en 38 países. Todas las organizaciones miembros de EYCA emiten el Carné Joven Europeo en su territorio y desarrollan descuentos locales individualmente. La rama principal EYCA tiene su sede social en los Países Bajos y su sede administrativa en Bratislava, Eslovaquia.
El Carné Joven Europeo se puede comprar a través de la organización nacional que se encargue de los carnés en cada país (En España, el Gobierno de España, la compañía ferroviaria RENFE, y la entidad bancaria CaixaBank).